# Lars Ellmer
Lars Roland Ellmer, född 27 oktober 1925 i Stockholm, död 5 april 2015 i Söderhamn, var en svensk ingenjör.
Efter realexamen 1942 och ingenjörsexamen vid Stockholms tekniska institut 1945 bedrev Ellmer specialstudier vid Kungliga Tekniska högskolan 1949–52. Han blev assistent hos Erich Adler vid Svenska Träforskningsinstitutet 1947, ingenjör vid forskningslaboratoriet på AB Statens skogsindustrier 1952, på Klint, Bernhardt & Co AB i Stockholm 1954, försäljningsingenjör vid Bergviks Hartsprodukter AB (tillhör numera Arizona Chemical) i Sandarne från 1958. 
Ellmer publicerade bland annat Coniferylaldehydgruppen im Holz und in isolierten Ligninpräparaten (tillsammans med Adler, i Acta Chemica Scandinavica 1948).